# Le Bonheur des uns...
Pour plus de détails, voir Fiche technique et Distribution.
Le Bonheur des uns... est un film français réalisé par Daniel Cohen, sorti en 2020. Il s'agit d'une adaptation cinématographique de sa pièce de théâtre L'Île flottante.

## Synopsis
Léa et Marc et Karine et Francis sont deux couples amis de longue date. D'un tempérament discret, Léa, vendeuse dans une boutique de prêt-à-porter, apprend à ses amis et à son compagnon qu'elle écrit un livre. Ces derniers peinent à la prendre au sérieux, mais Karine et Francis n'en sont pas moins taraudés par la jalousie. Karine se lance subitement dans l'écriture, mais elle ne parvient pas à écrire une seule ligne. Francis, quant à lui, tente vainement de composer. Son roman achevé, Léa l'envoie à des éditeurs. Publiée dans une prestigieuse maison d'édition, cette première œuvre connaît un succès aussi important qu'inattendu. Marc vit de plus en plus mal la soudaine popularité de sa compagne.

## Fiche technique
- Titre : Le Bonheur des uns...
- Réalisation : Daniel Cohen
- Scénario : Daniel Cohen et Olivier Dazat d'après la pièce de théâtre L'île flottante de Daniel Cohen
- Photographie : Stéphan Massis
- Costumes : Virginie Montel
- Décors : François Emmanuelli
- Montage : Virginie Seguin
- Producteurs : David Gauquié et Julien Deris
- Production : Cinéfrance - Artémis Productions
- Distribution : SND
- Genre : Comédie
- Pays :  France
- Durée : 1 h 40
- Budget : 6,5M€
- Dates de sortie : France : 9 septembre 2020 (sortie nationale)

## Distribution
- Bérénice Bejo : Léa
- Vincent Cassel : Marc
- Florence Foresti : Karine
- François Damiens : Francis
- Daniel Cohen : Paul, le supérieur de Léa dans la boutique
- Owen Tannou: Enzo, le fils de Karine et Francis.
- Romain Cottard : Sylvain
- Constance Labbé : Stéphanie, la secrétaire de Marc
- François-Éric Gendron : l'éditeur
- Bruno Gouery : le serveur au restaurant
- Artus : Lionel
- Stephen Manas (en) : Thierry
- Alice Carel : la cliente imperméable
- Henri Payet : le maitre des bonzaïs
- Charley Fouquet, Alika Del Sol et Alex Vizorek : des amis de Léa

## Accueil

### Critique
En France, le site Allociné recense une moyenne des critiques presse de 2,9⁄5 pour un total de 11 critiques presse.
Selon Mathias Penguilly du site Écran Large, « Malgré un début un peu poussif et très théâtral, la comédie de Daniel Cohen prend son envol au fur et à mesure grâce à son attachante héroïne et à ses amis grotesques. Le film vous fera rire assurément et convaincra très certainement tous les auteurs en herbe de se remettre à l'écriture... gare à la page blanche et au plagiat ! ».
D'après Pauline Canradsson du journal Le Parisien, « Malgré un casting cinq étoiles − Bérénice Béjo, Vincent Cassel, Florence Foresti et François Damiens − ce film français caricatural et sans nuance ne parvient pas à convaincre. Dommage. ».

### Box office
Le film sort le 9 septembre 2020 dans 465 salles, et comptabilise 19 482 entrées pour sa première journée.
Après le premier week-end, le film cumule 77 339 entrées . La première semaine se clôture avec 95 111 entrées.
Une chute de 25.5% marque la deuxième semaine en salles avec 70 841 entrées. Le film compte 165 952 spectateurs.
Malgré 80 salles supplémentaires, le troisième week-end est marqué par une chute de 29.6% des entrées avec 49 867 supplémentaires.
265 552 entrées sont cumulées en fin de 4ème semaine. Il atteindra au total 290 011 spectateurs pour une rentabilité mondiale de 41 %